# Wappen des Bezirks Spandau
Das Wappen des Bezirks Spandau wurde nach dem ältesten Siegel der Stadt Spandau gestaltet.
Das Wappen wurde am 4. Februar 1957 vom Senat des Landes Berlin verliehen.

## Blasonierung
„In silbernem Schild über blauen Wellen eine nach außen ansteigende rote Stadtmauer; vor deren offenem, breitem, oben mit einem Zinnenkranz abgeschlossenem Mitteltor steht ein silberner Dreieckschild mit dem brandenburgischen goldenbewehrten roten Adler, dessen Flügel mit goldenen Kleestengeln belegt sind. Das Tor ist beseitet von zwei hinter der Mauer hervorkommenden goldenbeknopften roten spitzbedachten befensterten Türmen, zwischen denen auf dem Zinnenkranz des Tores ein naturfarbener Topfhelm – der brandenburgische Wappenhelm – sitzt. Er trägt als Helmzier einen mit goldenen Lindenblättern besäten schwarzen Flug. Auf dem Schild ruht eine rote dreitürmige Mauerkrone, deren mittlerer Turm mit einem kleinen Berliner Wappenschild belegt ist.“

## Geschichte und Bedeutung

### Spandau
Das älteste erhaltene Siegel der Stadt Spandau stammt aus dem Jahr 1289. Das Stadtrecht wurde Spandau 1232 verliehen. Das spätere Wappen Spandaus wurde nach dem Siegel der Stadt gestaltet. Es zeigt in silbernem Schild über blauen Wellen eine nach beiden Außenseiten ansteigende rote Stadtmauer. Die Stadtmauer ist versehen mit einem breiten offenen und oben mit einem Zinnenkranz abgeschlossenem Mitteltor. Vor dem Tor steht das brandenburgische Wappen. Es zeigt in silbernem Schild den goldbewehrten roten brandenburgischen Adler, dessen Flügel mit goldenen Kleestengeln belegt sind. Auf dem Zinnenkranz des Tores sitz der brandenburgische Wappenhelm. Er ist naturfarben tingiert und trägt als Helmzier einen mit goldenen Lindenblättern besäten schwarzen Flug. Jeweils zur linken und rechten Seite des Tores ragt hinter der Mauer ein roter Turm hervor. Die Türme besitzen ein goldbeknopftes rotes Spitzdach und sind befenstert.

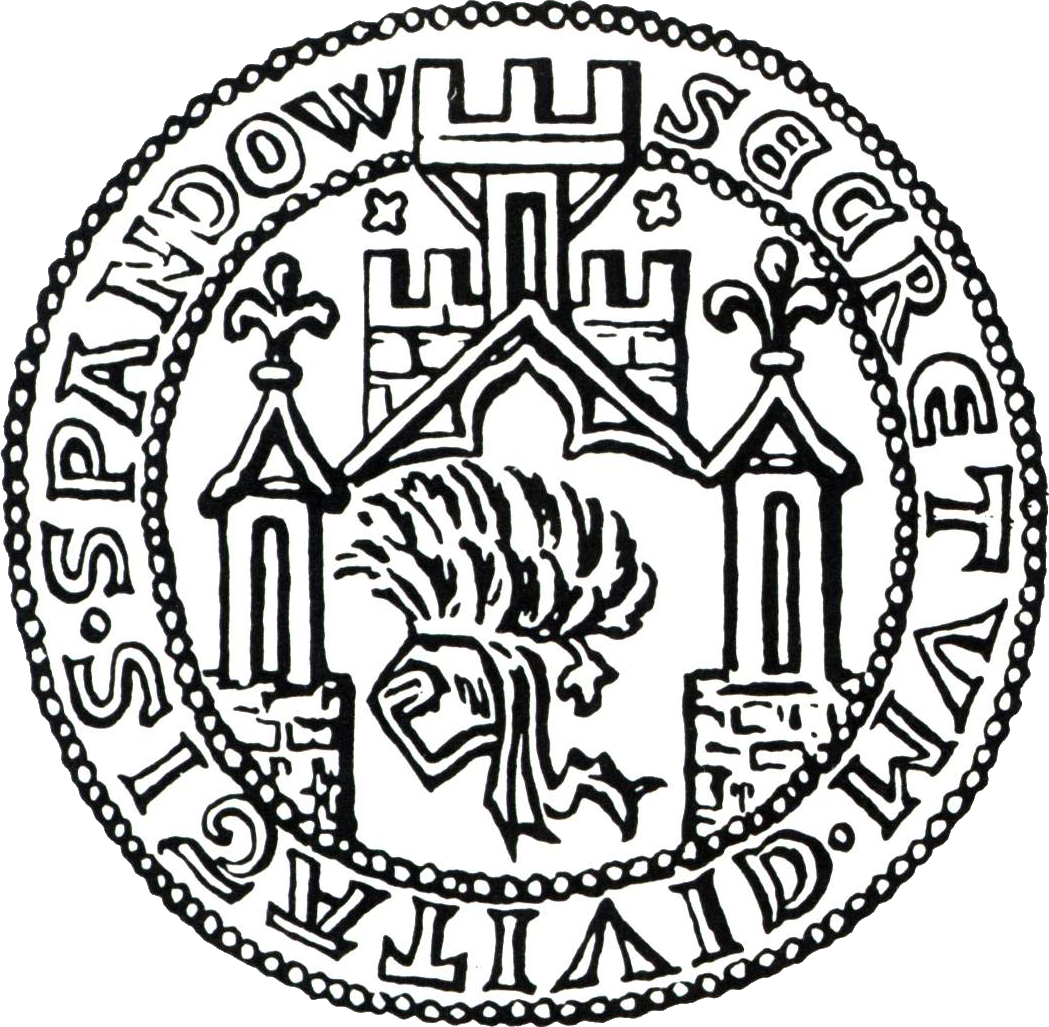
Sekretsiegel Spandaus von 1352

Der brandenburgische Adler und Helm weisen auf die Markgrafen als Stadtgründer und Stadtherren hin. Die Stadtmauer symbolisiert die Stadtgerechtigkeit und die blauen Wellen die Lage an der Havel.
Ab 1352 benutzte die Stadt Spandau auch ein Sekretsiegel, in dem alleine der brandenburgische Helm im Torbogen steht. Da es über die Jahre bei den Siegeln und Wappen immer wieder zu Abweichungen zum ältesten Siegel kam, sah sich 1861 der Magistrat veranlasst, das Siegel und das Wappen zu erneuern. Hierbei griff man auf die alte Fassung des großen Stadtsiegel zurück.

### Bezirkswappen
Am 4. Februar 1957 wurde dem Bezirk Spandau durch den Senat von Berlin sein Wappen verliehen. Für den Bezirk wurde das alte Wappen Spandaus übernommen. Es wurde der abgerundeten Schildform der anderen Bezirke angepasst und mit der alle Bezirke mit Berlin verbindenden Mauerkrone versehen. Am Wappenbild wurden keine Änderungen vorgenommen.
Nach den Bezirksfusionen am 1. Januar 2001 wurden alle Bezirkswappen, also auch das vom Bezirk Spandau, mit einer neuen Mauerkrone versehen.

## Wappen der Ortsteile
Von den 1920 nach Berlin eingemeindeten und dem Bezirk Spandau eingegliederten Landgemeinden und Gutsbezirken besaß keins ein eigenes Wappen.